# Hyposmocoma latiflua
Hyposmocoma latiflua là một loài bướm đêm thuộc họ Cosmopterigidae. Nó là loài đặc hữu của Oahu. Loài địa phương ở núi Koolau, above Honolulu.
Ấu trùng ăn Pittosporum cauliflorum.